# Plouigneau (Plouigneau)
Plouigneau [pluiɲo] (bretonisch Plouigno) ist eine Ortschaft und eine ehemalige französische Gemeinde mit 4.898 Einwohnern (Stand: 1. Januar 2022) im Département Finistère in der Region Bretagne. Sie gehörte zum Arrondissement Morlaix und zum Kanton Plouigneau.
Mit Wirkung vom 1. Januar 2019 wurde die früheren Gemeinden Plouigneau und Le Ponthou zur namensgleichen Commune nouvelle Plouigneau zusammengeschlossen und haben in der neuen Gemeinde den Status einer Commune déléguée. Der Verwaltungssitz befindet sich im Ort Plouigneau.

## Geschichte
Der Name des Ortes setzt sich aus dem bretonischen Begriff für Gemeinde Plou und dem Namen des Sant Igno zusammen. Der heilige Ignaz war ein Mönch aus Cornwall, der im 6. Jahrhundert über den Ärmelkanal kam um die Bretagne zu missionieren.

## Sehenswürdigkeiten

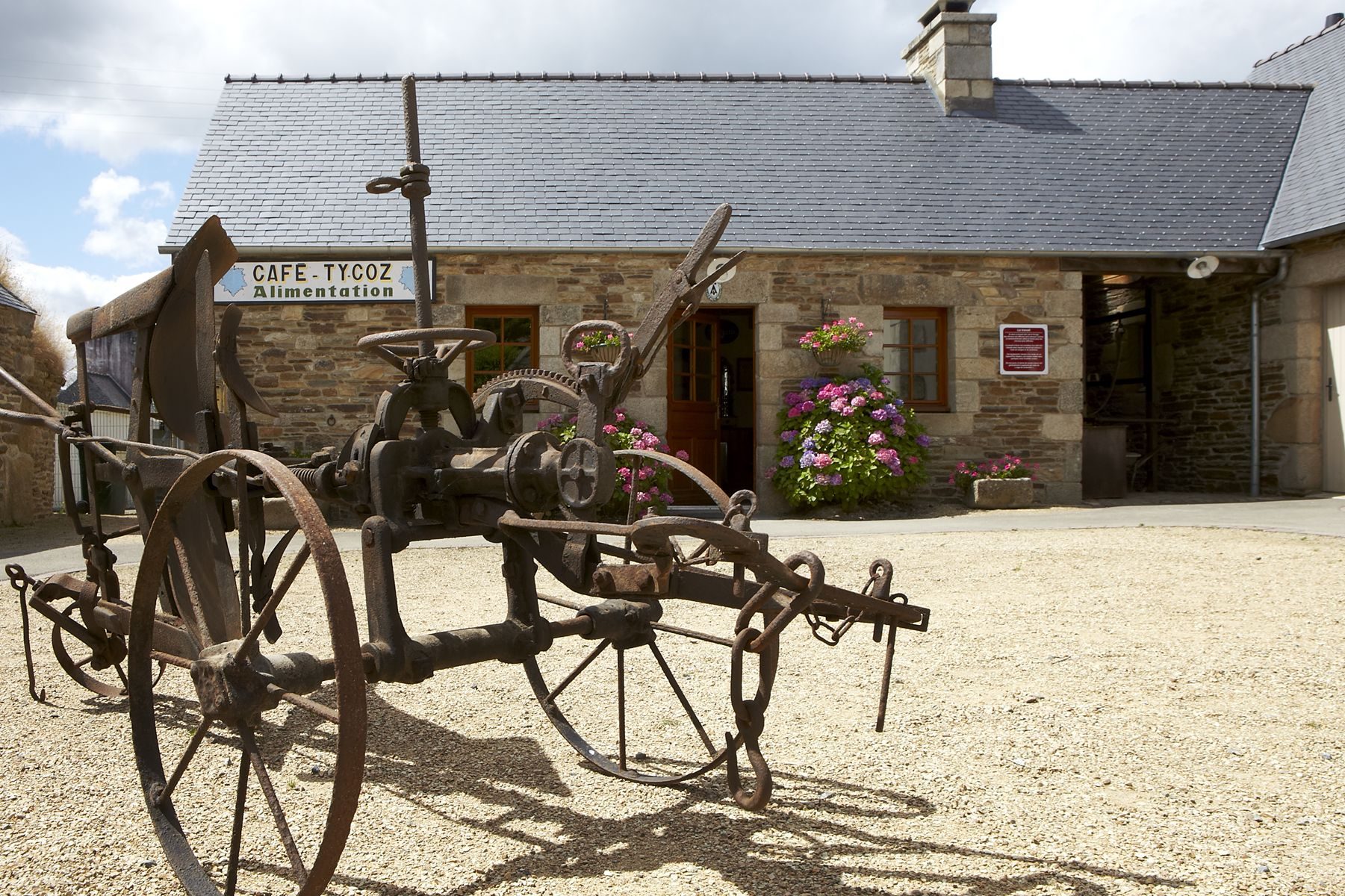
Landwirtschaftsmuseum

- Landwirtschaftsmuseum (Ecomusée de la Métairie)
- Stèle von Croas ar Peulven östlich des Ortes

## Verkehr
Plouigneau hatte einen Bahnhof an der Bahnstrecke Paris–Brest, die in diesem Abschnitt am 19. April 1865 von der Compagnie des chemins de fer de l’Ouest eröffnet wurde. Mittlerweile wurde er zurückgebaut und zum Haltepunkt abgestuft. Aktuell wird dieser von Regionalzügen der Relation Guingamp–Brest des TER Bretagne bedient.
In West-Ost-Richtung queren die autobahnähnlich ausgebaute Nationalstraße N 12 und die Departementsstraße D 712 (alte Führung der N 12) den Ort. Die D 64 und die D 37 bilden gemeinsam eine Nord-Süd-Achse.